# Drzym wielkodzioby
Drzym wielkodzioby (Notharchus macrorhynchos) – gatunek średniej wielkości ptaka z rodziny drzymów (Bucconidae). Ptak ten występuje w północnej Ameryce Południowej. Według IUCN nie jest zagrożony wyginięciem.

## Zasięg występowania
Drzym wielkodzioby występuje w skrajnie wschodniej Wenezueli, w Gujanie i skrajnie północnej Brazylii na południe do Amazonki.

## Taksonomia
Gatunek po raz pierwszy zgodnie z zasadami nazewnictwa binominalnego opisał w 1788 roku niemiecki zoolog Johann Friedrich Gmelin, nadając mu nazwę Bucco macrorhynchos. Jako miejsce typowe odłowu holotypu Gmelin wskazał okręg Kajenna (łac. Habitat in Cayenna).
Obecnie gatunek umieszczany jest w rodzaju Notharchus. Nie wyróżnia się podgatunków. Dawniej drzym wielkodzioby klasyfikowany był jako jeden gatunek z drzymem białoszyim (N. hyperrhynchus) i drzymem płowobrzuchym (N. swainsoni).

## Morfologia
Opis gatunku
Upierzenie czarne, z białą piersią i tyłem brzucha, między głową a grzbietem biały pas. Duży dziób z haczykiem na końcu. 
Średnie wymiary
- Długość ciała – 25 cm[5].
- Masa ciała – 81–106 g[5].

## Ekologia i zachowanie
Biotop
Las tropikalny, a także tereny mniej zadrzewione aż do skraju sawanny.
Pożywienie
Żywi się owadami i drobnymi kręgowcami.
Rozmnażanie
Samica składa 2–3 jaja w norach, kopcach termitów lub dziuplach.

## Status
Międzynarodowa Unia Ochrony Przyrody (IUCN) uznaje drzyma wielkodziobego za gatunek najmniejszej troski (LC – Least Concern). Ze względu na brak dowodów na spadki liczebności bądź istotne zagrożenia dla gatunku, BirdLife International uznaje trend liczebności populacji za stabilny.